# Оманд, Дэвид
Сэр Дэвид Брюс Оманд, GCB (родился 15 апреля 1947 года) — бывший британский высокопоставленный государственный служащий; с 1996 по 1997 год занимал пост директора штаба правительственных коммуникаций Центра правительственной связи.

## Ранние годы
Родился 15 апреля 1947 года.  Его отец, Брюс Оманд, был мировым судьей. Дэвид получил образование в Академии Глазго и Колледже Корпус-Кристи в Кембридже, где получил степень по экономике . 

## Карьера
Начал служебную карьеру в GCHQ. Проработав несколько лет в Министерстве обороны, был назначен директором GCHQ и занимал этот пост 1996 по 1997 год. Следующей его должностью был постоянный секретарь Министерства внутренних дел.
В 2000 году был удостоен звания кавалером Ордена Бани (KCB). В 2002 году он стал первым постоянным секретарем и координатором по вопросам безопасности и разведки в кабинете министров. Оманд был среди тех, кто принял решение о преследовании Дэвида Келли за разглашение  сведений о правительственном досье по предполагаемому оружию массового уничтожения Ирака. Оманд и Кевин Теббит, в то время постоянный секретарь Министерства обороны, рекомендовали Джеку Стро и Тони Блэру, кандидатуру Джон Скарлетт на пост главы Секретной разведывательной службы (МИ-6).
В 2003 году Оманд участвовал в разработке общей контртеррористической стратегии
CONTEST.
В 2004 году был произведен в кавалеры Большого креста Ордена Бани (GCB). В апреле 2005 года покинул пост в кабинете министров.
В 2007 году он получил степень по математике и физике в Открытом университете.
20 января 2010 года Оманд дал показания следствию по Ираку.
В 2013 году, защищая тесные связи британской разведки с американской, заявил в программе Today на BBC Radio 4: «У нас есть мозги, у них есть деньги. Это сотрудничество сработало очень хорошо».
После ухода из правительства устроился на работу в несколько компаний, связанных с военными заказами.  В том числе, был неисполнительным директором в британской оружейной компании Babcock International и итальянской оружейной компании Leonardo-Finmeccanica, а также работал советником Общества британских аэрокосмических компаний.
В октябре 2020 года написал книгу  «How Spies Think: Ten Lessons in Intelligence», в которой изложил свои взгляды на долгосрочный анализ разведданных на основе опыта работы в разведке от Маргарет Тэтчер до Тони Блэра.

## Связи с научными кругами
В настоящее время Оманд является приглашенным профессором Королевского колледжа Лондона и вице-президентом Королевского института объединенных служб . Написал книгу о  теории справедливой войны применительно к разведке.
С 2014 года читает лекции в Парижской школе международных отношений наук По.

## Личная жизнь
В 1971 году женился на Элизабет Уэльс. Отец  двоих детей. Является членом Клуба реформ. Начиная с 2006 года,  в течение четырех лет входил в состав правления Музея естественной истории в Лондоне..

### Комментарии
1. ↑  В 2022 году книга вышла в русском переводе.